# Casse-briques
 (juillet 2009).
Si vous disposez d'ouvrages ou d'articles de référence ou si vous connaissez des sites web de qualité traitant du thème abordé ici, merci de compléter l'article en donnant les références utiles à sa vérifiabilité et en les liant à la section « Notes et références ».

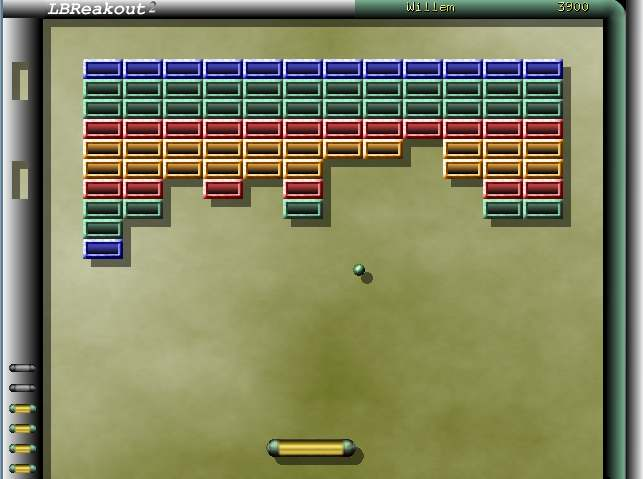
Capture d’écran de LBreakout 2, un clone de Breakout.

Le casse-briques est un genre de jeu vidéo souvent classé dans la catégorie arcade, apparu en 1976 avec le jeu Breakout. Il est directement inspiré de Pong. Le principe général est de détruire, au moyen d'une ou plusieurs balles, un ensemble de briques se trouvant dans un niveau pour accéder au niveau suivant.

## Règles du jeu
Traditionnellement, le joueur contrôle une sorte de raquette qu'il peut seulement déplacer sur un axe horizontal au bas de l'écran, et le but est d'empêcher la balle de franchir cette ligne en l'interceptant avec la raquette. S'il y parvient, la balle est renvoyée en direction des briques ; dans le cas contraire, le joueur perd la balle. Si cette balle est la dernière qui lui reste, il perd la partie.
Toute la difficulté consiste donc à rattraper la balle lorsqu'elle se déplace vite.
De nombreux jeux sont fondés sur ce principe et y apportent des améliorations de diverses sortes pour renforcer l'intérêt du jeu. La modification la plus classique est l'ajout de bonus ou malus, qui tombent de certaines briques détruites et produisent des effets divers, allant d'une augmentation de la taille de la raquette à la multiplication par deux du nombre de balles à rattraper.

## Clones notables deBreakout
Voici une sélection de clones de Breakout.
| Titre                           | Année | Développeur/Éditeur            | Plateforme                                                  | Notes                                                                                    |
| ------------------------------- | ----- | ------------------------------ | ----------------------------------------------------------- | ---------------------------------------------------------------------------------------- |
| Gee Bee                         | 1978  | Namco                          | Arcade                                                      | Un crossover entre le casse-briques et le flipper.                                       |
| Circus Atari                    | 1980  | Atari                          | Atari 2600                                                  |                                                                                          |
| Thro' the Wall                  | 1982  | Psion                          | ZX Spectrum                                                 | Fait partie de Horizons: Software Starter Pack.                                          |
| Arkanoid                        | 1986  | Taito                          | Arcade                                                      | Un clone de Breakout apprécié, qui a engendré à son tour de nombreux clones de lui-même. |
| Amegas                          | 1987  |                                | Amiga                                                       |                                                                                          |
| Arkanoid: Revenge of Doh        | 1987  | Taito                          | Arcade                                                      |                                                                                          |
| Batty                           | 1987  |                                | Amstrad CPC, Commodore 64, ZX Spectrum                      |                                                                                          |
| Bolo                            | 1987  | Application Systems Heildelbrg | Atari ST, PC, Mac                                           |                                                                                          |
| Krakout                         | 1987  |                                | Amstrad CPC, BBC Micro, Commodore 64, MSX, ZX Spectrum      |                                                                                          |
| Quester                         | 1987  | Namco                          | Arcade                                                      |                                                                                          |
| Woody Pop                       | 1987  | Sega                           | Game Gear, Master System                                    |                                                                                          |
| HotShot                         | 1988  | Addictive Games                | Amiga, Amstrad CPC, Atari ST, Commodore 64, PC, ZX Spectrum |                                                                                          |
| PopCorn                         | 1988  |                                | PC                                                          |                                                                                          |
| Traz                            | 1988  |                                | Commodore 64, PC, ZX Spectrum                               |                                                                                          |
| Alleyway                        | 1989  | Nintendo                       | Game Boy                                                    | Sorti au lancement de la machine                                                         |
| Hyperball                       | 1989  |                                | Acorn Electron, BBC Micro                                   |                                                                                          |
| Krypton Egg                     | 1989  |                                | Amiga, Atari ST, PC                                         |                                                                                          |
| Fireball II                     | 1990  |                                | Acorn Archimedes                                            |                                                                                          |
| Crackout                        | 1991  |                                | NES                                                         |                                                                                          |
| Kirby's Block Ball              | 1996  | HAL Laboratory, Nintendo       | Game Boy                                                    |                                                                                          |
| Cybersphere                     | 1996  |                                | PC                                                          | Freeware                                                                                 |
| DX-Ball                         | 1996  |                                | Windows                                                     | Freeware                                                                                 |
| Arkanoid Returns                | 1997  | Taito                          | Arcade, PlayStation                                         |                                                                                          |
| Mecanoid 97                     | 1997  | Sybex                          | Windows                                                     |                                                                                          |
| DX-Ball 2                       | 1998  |                                | Windows                                                     | Shareware                                                                                |
| Ricochet Xtreme                 | 2001  | Reflexive Entertainment        | Microsoft Windows, Linux via Crossover                      |                                                                                          |
| Beat Ball                       | 2002  |                                | Windows                                                     | Freeware                                                                                 |
| Acky's XP Breakout              | 2004  | Isotope244                     | Microsoft Windows, Windows Mobile, Mac OS X                 |                                                                                          |
| Block Breaker Deluxe            | 2004  | Gameloft                       | Java ME, iOS, N-Gage WiiWare, Windows                       |                                                                                          |
| BreakQuest                      | 2004  |                                | Windows                                                     |                                                                                          |
| Ricochet Lost Worlds            | 2004  | Reflexive Entertainment        | Microsoft Windows, Mac                                      |                                                                                          |
| Ricochet Lost Worlds: Recharged | 2004  | Reflexive Entertainment        | Microsoft Windows                                           |                                                                                          |
| Vortex                          | 2006  | Apple                          | Click-wheel iPods                                           | Freeware                                                                                 |
| Beat Ball 2                     | 2006  |                                | Windows                                                     | Shareware                                                                                |
| Break 'Em All                   | 2006  |                                | Nintendo DS                                                 |                                                                                          |
| Arkanoid DS                     | 2007  | Taito                          | Nintendo DS                                                 |                                                                                          |
| Brick Breaker                   |       |                                | BlackBerry OS                                               |                                                                                          |
| Nervous Brickdown               | 2007  | Eidos                          | Nintendo DS                                                 |                                                                                          |
| Ricochet Infinity               | 2007  | Reflexive Entertainment        | Windows                                                     |                                                                                          |
| Icebreaker                      | 2009  | SCEE                           | PlayStation 3                                               |                                                                                          |
| Magic Ball                      | 2009  |                                | PlayStation 3                                               |                                                                                          |
| Shatter                         | 2009  |                                | PlayStation 3, Windows, Mac OS X, Linux                     |                                                                                          |
| Wizorb                          | 2011  | Tribute Games                  | Windows, XBLIG, PS Minis, Linux, Mac OS X, iOS              |                                                                                          |
| Fruit Avalanche                 | 2015  | Callipix SAS                   | iOS                                                         |                                                                                          |
| Brick Breaker Ball Quest        | 2017  | Rebound                        | Android                                                     | Freeware                                                                                 |
| Lbreakout                       | 2006  | Michael Speck                  | Windows, Mac OS X, Linux                                    | Clone libre et open source de Breakout                                                   |